# Етоал Сен Сирис
Етоал Сен Сирис (фр. Etoile-Saint-Cyrice) насеље је и општина у Француској у региону Прованса-Алпи-Азурна обала, у департману Горњи Алпи која припада префектури Гап.
По подацима из 2011. године у општини је живело 33 становника, а густина насељености је износила 2,29 становника/km². Општина се простире на површини од 14,41 km². Налази се на средњој надморској висини од 880 метара (максималној 1.296 m, а минималној 698 m).

## Демографија
| 1962. | 1968. | 1975. | 1982. | 1990. | 1999. | 2011. |
| ----- | ----- | ----- | ----- | ----- | ----- | ----- |
| 36    | 39    | 29    | 20    | 28    | 31    | 33    |

График промене броја становника у току последњих година